# Бёрк, Тарана
Тарана Бёрк (англ. Tarana Burke, род 12 сентября 1973, Бронкс, Нью-Йорк) — американская активистка-правозащитница, феминистка, основательница движения «Me Too».

## Биография
Тарана Бёрк родилась 12 сентября 1973 году в Бронксе. Она неоднократно подвергалась сексуальному насилию. Ещё в подростковом возрасте она начала работать над улучшением жизни молодых девушек, которые живут в маргинальных сообществах. Посещала Алабамский государственный университет, впоследствии перевелась и закончила Обернский университет. Во время учёбы организовывала акции против социального и расового неравенства.
В конце 1990-х годов, после окончания университета, переехала в Сельму, штат Алабама, где работала с жертвами сексуального насилия. В 2003 году Бёрк основала некоммерческую организацию «Just Be», которая помогала девушкам 12-18 лет.
В 2006 году Бёрк основала движение «Me Too» для повышения осведомлённости о распространённости насилия и сексуальных преступлений в обществе.
В 2008 году переехала в Филадельфию и работала в различных некоммерческих правозащитных организациях.
В 2017 года популярность хэштега «#MeToo» стремительно возросла после дела о сексуальном насилии Харви Вайнштейна. Актриса Алисса Милано призвала женщин распространять в интернете информацию о случаях сексуальных домогательств или насилия. Журнал «Тайм» назвал Бёрк, среди группы других выдающихся активисток, получивших название «Нарушительницы тишины», «Человеком 2017 года».
В 2018 году Тарана Бёрк награждена премией Риденаура за популяризацию фразы «Me Too» как способа проявления сочувствия по отношению к жертвам сексуального насилия. Премия вручается людям, которые демонстрируют отвагу в защите общественных интересов и страстное стремление к социальной справедливости. В 2018 году журнал Time включил Бёрк в список 100 самых влиятельных людей мира.
В году выпустила две книги: You Are Your Best Thing: Vulnerability, Shame Resilience, and the Black Experience (в соавторстве с Брене Браун) и Unbound: My Story of Liberation and the Birth of the Me Too Movement.